# Jan Dobiáš (spisovatel)
Jan Dobiáš (* 1975) je český spisovatel žánru fantasy, povoláním elektromontér.
Svou literární kariéru začal v časopisech Ikarie a Dech draka. Jeho povídky se objevily v několika antologiích. Jeho první vydanou knihou je sbírka povídek Po dračím ohni z roku 2006. V současné době je také autorem dvou románů. Pro jeho práce je charakteristická značná dávka vtipu.

## Dílo

### Knihy
- Po dračím ohni (Praha: Straky na vrbě 2006), sbírka fantasy povídek.
- Modrá luna čarodějů, rudý měsíc války (Praha: Straky na vrbě 2011), fantasy román.
- Až na kraj světa (Praha: Straky na vrbě 2012), fantasy román.
- Neočekávané dýchánky (Praha: Straky na vrbě 2016), sbírka fantasy povídek.

### Samostatné povídky
- Rytíř a sen, časopisecky (Dech draka 1998/03).
- Experiment svět, časopisecky (Ikarie 1998/10).
- Cizinec, časopisecky (Ikarie 2000/02).
- Princ Žabák, antologie Drakobijci 2 (Praha: Straky na vrbě 2000).
- Slavnosti medvědů, antologie Drakobijci 3 (Praha: Straky na vrbě 2001).
- Svět podle Wellse, časopisecky (Ikarie 2001/09).
- Velká hra, časopisecky (Ikarie 2001/12).
- V zemi vlkaů, antologie Drakobijci 4 (Praha: Straky na vrbě 2002).
- Za stříbrnou stěnou, antologie Drakobijci 5 (Praha: Straky na vrbě 2003).
- Pod vílím vrchem, časopisecky (Dech draka 2005/03).
- Tajná apokalypsa, antologie Drakobijci 7 (Praha: Straky na vrbě 2005).
- Za devatero hor, antologie Drakobijci 8 (Praha: Straky na vrbě 2008).
- Zamilovaný Harpagon, antologie Legendy: Draci (Praha: Straky na vrbě 2010).
- Král ve žlutém, časopisecky (Pevnost 2012/11).
- Písnička zpod kamenného mostu, antologie Dobré zprávy ze záhrobí (Praha: Straky na vrbě 2012).
- Manuskript, antologie Legendy: Prokleté knihovny (Praha: Straky na vrbě 2013).
- Sestřičko naše, kde jsi?, antologie Legendy: Prokleté knihovny (Praha: Straky na vrbě 2013).
- Jedna mysl, jeden svět, časopisecky (Pevnost 2014/04).
- Igor, časopisecky (Pevnost 2014/10).